# Macleania farinosa
Macleania farinosa är en ljungväxtart som beskrevs av Mansfeld. Macleania farinosa ingår i släktet Macleania och familjen ljungväxter. Inga underarter finns listade i Catalogue of Life.